# Rogers Hornsby
Rogers Hornsby, Sr. (ur. 27 kwietnia 1896, zm. 5 stycznia 1963) – amerykański baseballista, który występował na pozycji drugobazowego i łącznika. W ciągu 23 sezonów w Major League Baseball był zawodnikiem sześciu klubów, a także grającym menadżerem. Po zakończeniu kariery samodzielnie prowadził St. Louis Browns i Cincinnati Reds.

## Przebieg kariery
Rogers Hornsby w baseball grał w zespołach półzawodowych już w wieku 15 lat. Był również członkiem szkolnej drużyny futbolu. W 1914 roku, z inicjatywy jego starszego brata Everetta, który występował w zespołach niższych lig, trafił na okres próbny do Dallas Steers na dwa tygodnie. W zespole tym nie zagrał jednak żadnego meczu. W zawodowym baseballu zadebiutował w wieku 18 lat, grając na pozycji łącznika w lidze Teksasu i Oklahomy dla Hugo Scouts. W tym samym sezonie był także zawodnikiem Denison Champions.
Mając 19 lat podpisał kontrakt z St. Louis Cardinals. Pierwszy mecz w Major League Baseball rozegrał 10 września 1915. W 1925 został mianowany przez właściciela zespołu Sama Breadona grającym menadżerem, a także został wybrany po raz pierwszy MVP National League. Rok później wygrał z Cardinals World Series.
W 1927 przeszedł do New York Giants, w którym występował na pozycji drugobazowego. Pełnił w tym zespole także funkcję menadżera, w zastępstwie Johna McGrawa, który miał problemy zdrowotne. Po konflikcie z McGrawem odszedł do Boston Braves.
W sezonie 1928 Boston Braves był jednym z najgorszych klubów w lidze. Hornsby stał się ponownie grającym menadżerem. Grając w barwach Braves zwyciężył w klasyfikacji średniej uderzeń w sezonie (0,387). Pod koniec sezonu został sprzedany do Chicago Cubs.
W Chicago Cubs Hornsby jako grający menadżer, ustanowił rekord klubowy w średniej uderzeń (0,380) i po raz drugi został wybrany MVP National League. 13 września 1931 roku został pierwszym w historii MLB zawodnikiem, który w dodatkowych inningach zdobył grand slama. W 1932 w wieku 36 lat zagrał w 19 meczach. Mimo że Chicago Cubs zajmowali drugie miejsce w lidze, właściciel klubu William Veeck, Sr., zdecydował o zwolnieniu go ze stanowiska menadżera z powodu hazardu, od którego Horsnby był uzależniony. Jego zastępcą został Charlie Grimm. Cubs ostatecznie wygrali World Series, jednak głosowanie fanów zdecydowało o nie wypłaceniu mu premii za mistrzostwo.

## Późniejszy okres
Pod koniec kariery występował w St. Louis Cardinals oraz w St. Louis Browns. Został członkiem Galerii Sław w 1942 roku. Zmarł w wieku 66 lat, 5 stycznia 1963 roku na zawał serca.

## Nagrody i wyróżnienia
| Nagroda/wyróżnienie                    | Lata       | Źródło |
| 2× MVP National League                 | 1925, 1929 | [ 10 ] |
| Zwycięzca w World Series               | 1926       | [ 11 ] |
| Major League Baseball Triple Crown     | 1922, 1925 | [ 12 ] |
| Major League Baseball All-Century Team |            | [ 13 ] |
| Baseball Hall of Fame                  | od 1942    | [ 8 ]  |